# Edith von Wilton

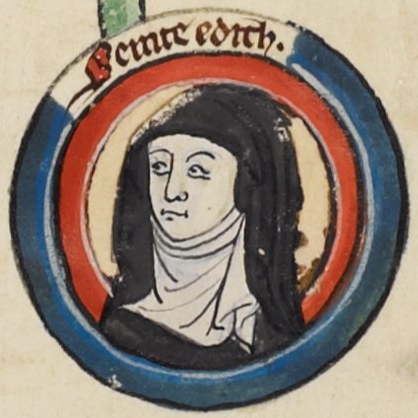
Edith von Wilton (13. Jh.)

Edith von Wilton, auch Eadgyth of Wilton (* um 964 in Kensing, England; † 16. September 984 in Wilton (Wiltshire), England) war Benediktinerin und ist eine Heilige der römisch-katholischen Kirche, die besonders in England verehrt wird.

## Leben
Edith wurde als Tochter des angelsächsischen Königs Edgar der Friedfertige (943/944–975, Heiliger) und des Edelfräuleins Wulftrud geboren. Ihre Mutter hatte den Heiratsantrag von Edgar abgelehnt und wurde Benediktinerin. Edith wuchs im Benediktinerinnenkloster Wilton bei Salisbury auf, in dem auch ihre Mutter lebte und das Amt der Äbtissin bekleidete. Nach dem Tod ihrer Mutter wurde sie Klosteroberin.
Ihr Halbbruder Eduard der Märtyrer (um 962–978, Heiliger) wurde im Alter von zwölf Jahren im Jahr 975 nach dem Tod seines Vaters gekrönt und drei Jahre danach ermordet. Edith lehnte die ihr angetragene Königswürde ab, sie arbeitete im Kloster und wandte sich bis zu ihrem Tod der Armenfürsorge und der Pflege von Kranken zu.
Erzbischof Dunstan von Canterbury (961–988, Heiliger) begleitete sie in den letzten Stunden ihres Lebens, er ließ sie in der Dionysius-Klosterkirche beisetzen, die zu ihren Ehren errichtet worden war und förderte ihre Verehrung und Heiligsprechung. In der Kunst wird sie als Äbtissin mit Krummstab, einem Kirchenmodell oder kranken Personen dargestellt. Ihr Gedenktag ist der 16. September.